# ديفيد إغليسياس
ديفيد إغليسياس (بالإنجليزية: David Iglesias)‏ هو محامي وضابط أمريكي، ولد في 1958 في بنما في بنما.

## وصلات خارجية
- ديفيد إغليسياس على موقع إن إن دي بي (الإنجليزية)